# Phellodon nothofagi
Phellodon nothofagi är en svampart som beskrevs av McNabb 1971. Phellodon nothofagi ingår i släktet lädertaggsvampar och familjen Bankeraceae.   Inga underarter finns listade i Catalogue of Life.